# Raymond S. McLain

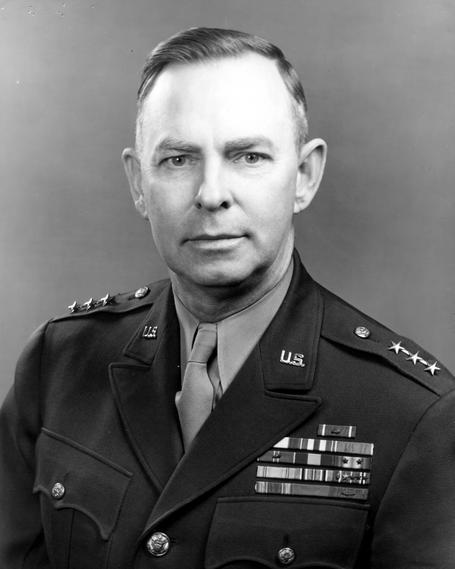
Generalleutnant Raymond S. McLain

Raymond Stallings McLain (* 4. April 1890 in Thixton, Jefferson County, Kentucky; † 14. Dezember 1954 im Walter Reed Army Medical Center, Washington, D.C.) war ein US-amerikanischer Offizier und zuletzt Generalleutnant der Nationalgarde der Vereinigten Staaten (US National Guard), der unter anderem während des Zweiten Weltkrieges zwischen August und Oktober 1944 Kommandeur der 90. Infanteriedivision (90th Infantry Division) sowie von 1944 bis 1945 Kommandierender General des XIX. Korps (XIX Corps) war. Er war nach Albert H. Blanding der zweite Offizier aus den Reihen der US-Nationalgarde, der den Rang eines Lieutenant General erhielt.

## Leben

### Eintritt in die Nationalgarde, Erster Weltkrieg und Zwischenkriegszeit
Raymond Stallings McLain, Sohn von Lucetta Stallings Hendren (1867–1942), war Unternehmer in Oklahoma City und trat im Juni 1916 der Oklahoma National Guard bei, um an der Mexikanischen Expedition teilzunehmen. Die sogenannte „Pancho Villa Expedition“ war eine zwischen 14. März 1916 und 7. Februar 1917 durchgeführte militärische Operation des US-Heeres im nordmexikanischen Bundesstaat Chihuahua. Nach dem Kriegseintritt der USA in den Ersten Weltkrieg im April 1917 kam er zum Einsatz in Frankreich. Nach Kriegsende nahm er seine Tätigkeit als Unternehmer wieder auf und wurde Manager der Central Title and Investment Company in Oklahoma City.
Er engagierte sich weiterhin in der Oklahoma National Guard und nahm nach der Gründung der 45. Infanteriedivision (45th Infantry Division) 1923, der sogenannten „Thunderbird“-Division, war er in Führungs- und Stabspositionen tätig, die sich mit Bereitschaftsfragen befassten. Er wurde am 8. Februar 1924 zum Lieutenant Colonel, am 22. Dezember 1925 zum Colonel sowie am 2. April 1937 zum Brigadier General der Oklahoma National Guard befördert. Zugleich erfolgte am 7. Juni 1937 seine Beförderung zum Brigadegeneral der Nationalgarde der Vereinigten Staaten sowie am 16. September 1940 auch seine Ernennung zum Brigadegeneral der Army of the United States (AUS).

### Zweiter Weltkrieg
Am 2. April 1941 wurde Brigadegeneral McLain Kommandeur der 70. Feldartilleriebrigade (70th Field Artillery Brigade) und verblieb in der Verwendung auch nach dem japanischen Angriff auf Pearl Harbor am 7. Dezember 1941 und dem damit verbundenen Eintritt der USA in den Zweiten Weltkrieg am 11. Dezember 1941 bis zum 11. Februar 1942. Im weiteren Verlauf des Zweiten Weltkrieges war er zwischen Februar 1942 und Juli 1944 Kommandeur der Artillerie der 30. Infanteriedivision (30th Infantry Division). Für seine Verdienste in dieser Funktion wurde ihm im Juli 1943 das Distinguished Service Cross sowie für einen Einsatz bei Persano in Italien 1944 der Silver Star verliehen.
Als Nachfolger von Generalmajor Eugene M. Landrum übernahm Major General McLain am 30. Juli 1944 den Posten als Kommandeur der in Nordwesteuropa eingesetzten 90. Infanteriedivision (90th Infantry Division), die sogenannte „Tough ’Ombres“-Division, und hatte dieses Kommando bis zu seiner Ablösung durch Generalmajor James Van Fleet am 15. Oktober 1944 inne. Am 6. August 1944 geriet McLain in einen Hinterhalt einer beträchtlichen feindlichen Streitmacht, als er in einem Stabswagen eine Straße entlangfuhr, um Kontakt zu den führenden Einheiten seines Kommandos aufzunehmen. Er blieb im Auto und feuerte ein Maschinengewehr ab, bis es blockierte. Dann drehte er das Auto herum, kehrte zur nächsten Einheit zurück und organisierte einen Angriff, der es dem Rest der Kolonne ermöglichte, weiterzumachen. Während der nächsten zwei Tage besuchte McLain die Vorhuttruppen und ermöglichte ihnen durch die Koordinierung ihrer Bewegungen einen erfolgreichen Vormarsch auf Le Mans, wobei 1.200 Menschen gefangen genommen, mehrere Hundert getötet und große Mengen an Material zerstört wurden. Für seine Tapferkeit und Verdienste während dieser Aktionen wurde ihm 1944 ein weiteres Mal das Distinguished Service Cross verliehen.
Zum Ende des Zweiten Weltkrieges löste Generalmajor Raymond S. McLain am 19. November 1944 Generalmajor Charles H. Corlett als Kommandierender General des ebenfalls in Nordwesteuropa eingesetzten XIX. Korps (XIX Corps) ab. Er verblieb in dieser Position bis zur Auflösung des Korps am 5. September 1945, drei Tage nach der Kapitulation Japans am 2. September 1945 und dem endgültigen Ende des Zweiten Weltkrieges. Für seine Verdienste in dieser Verwendung wurde er 1945 mit der Army Distinguished Service Medal und dem Legion of Merit ausgezeichnet.

### Nachkriegszeit und Aufstieg zum Generalleutnant
Nach Kriegsende war McLain zwischen 1946 und dem 3. Januar 1948 Assistierender Chef der Informationsabteilung der US Arny und wurde 1947 ein weiteres Mal mit der Army Distinguished Service Medal ausgezeichnet. Er war vom 3. Januar 1948 bis zum 31. Juli 1949 Chef der Informationsabteilung im Heeresministerium (US Department of the Army). Zuletzt wurde er am 1. August 1949 als Nachfolger von Generalmajor Edmond H. Leavey Comptroller of the US Army und trug damit unter anderem Verantwortung für die unabhängige Überprüfung und Analyse von Armeeprogrammen und die Analyse wichtiger Armeekommandos. Diese Position bekleidete er bis zu seiner Ablösung durch Generalmajor George Decker am 30. April 1952 und trat daraufhin in den Ruhestand. Dabei wurde ihm der Rang eines Generalleutnants verliehen. Er war damit nach Albert H. Blanding der zweite Offizier aus den Reihen der US-Nationalgarde, der den Rang eines Lieutenant General erhielt. Er war danach als Mitglied der National Security Training Commission tätig.
Aus seiner Ehe mit Norma Beall Leeman McLain (1894–1981) ging der Sohn Raymond S. McLain (1912–1996) hervor. Nach seinem Tode wurde er auf dem Rose Hill Burial Park in Oklahoma City beigesetzt.

## Auszeichnungen
Auswahl der Dekorationen, sortiert in Anlehnung der Order of Precedence of Military Awards:
- Distinguished Service Cross (2 ×)
- Army Distinguished Service Medal (2 x)
- Silver Star
- Legion of Merit

## Hintergrundliteratur
- Betty McLain Belvin: Ray McLain and the National Guard, Sunflower University Press, 1994
- Stephen R. Taaffe: Marshall and His Generals: U.S. Army Commanders in World War II, University Press of Kansas, Lawrence 2013, ISBN 978-0-7006-1942-9.